# Ormos Mária
Ormos Mária (Debrecen, 1930. október 1. – Budapest, 2019. december 8.) Széchenyi-díjas magyar történész, egyetemi tanár, politikus, a Magyar Tudományos Akadémia rendes tagja. A 20. századi magyar és egyetemes történelem neves kutatója. 1984 és 1992 között a Janus Pannonius Tudományegyetem rektora, 1996 és 2000 között pedig a Bölcsészettudományi kar megbízott dékánja.

## Életpályája
1948-ban a Svetits Leánynevelő Intézetben érettségizett. Az érettségi megszerzése után felvették a Kossuth Lajos Tudományegyetem történelem–magyar szakára, ahol egyéves budapesti kitérővel 1952-ben szerzett tanári diplomát. Már 1951-től az egyetemen dolgozott gyakornokként, majd a diploma megszerzése után tanársegédi állást kapott. 1953-tól a Szegedi Tudományegyetem tanársegédje, majd adjunktusa volt,  A forradalom után ellenezte a megtorlásokat s nem volt hajlandó volt munkatársai ellen tanúskodni; ezért állásából 1957-ben fegyelmi úton eltávolították. Ekkor került a Magyar Országos Levéltárhoz, ahol segédmunkásként dolgozott. 1958-tól 1960-ig általános iskolai nevelő volt, majd az Akadémiai Kiadó lexikonszerkesztőségének felelős szerkesztője lett, ahonnan 1963-ban távozott és az MTA Történettudományi Intézetének munkatársaként kezdett dolgozni. 1973-74 között Párizsban, 1976-ban Bonnban tanult. Később főmunkatárssá nevezték ki. 1982-ben kezdett el tanítani a Janus Pannonius Tudományegyetemen, 1984-ben annak főállású oktatója lett, egyetemi tanári beosztásban. Ugyanebben az évben az egyetem rektorává választották, ezt a tisztséget 1992-ig töltötte be. 1996 és 2000 között az egyetem Bölcsészettudományi Karának megbízott dékánja volt. 2000-ben professor emeritává nevezték ki. 1968-ban védte meg a történettudományok kandidátusi, 1980-ban akadémiai doktori értekezését. Az MTA Történettudományi Bizottságának és a Pécsi Akadémiai Bizottságnak lett tagja. 1987-ben a Magyar Tudományos Akadémia levelező, 1993-ban rendes tagjává választották. A párizsi Európai Művészeti és Tudományos Akadémia is felvette tagjai sorába. Az 1990-es években az MTA Doktori Tanácsának tagja volt. 2007-ben a Századok című szakfolyóirat szerkesztőbizottságának elnöke lett. A Történelmi Szemle (1973-tól), az Acta Historica szerkesztőbizottságának tagja (1977-től), a Világtörténet szerkesztője (1979–1984) is volt.

### Közéleti pályafutása
1951-ben belépett a Magyar Dolgozók Pártjába, s annak megszűnéséig tagja volt. Az utódpártnak, a Magyar Szocialista Munkáspártnak csak 1969-ben lett tagja. 1988-ban a Központi Bizottság, majd 1989-ben a Politikai Intéző Bizottság tagjává választották. Még abban az évben a Magyar Szocialista Párt alapító tagja volt, 1990-ig az országos elnökség tagjaként tevékenykedett. Az 1990-es országgyűlési választáson az MSZP országos listájáról szerzett mandátumot, de 1990 szeptemberében lemondott róla.

## Munkássága
Kutatási területe a 20. századi magyar és egyetemes történelem volt, fő hangsúllyal az európai szélsőjobboldal történetére. Tudományos munkássága kezdetén Franciaország 20. század eleji történetét kutatta, később több monográfiában foglalkozott Adolf Hitler és Benito Mussolini életével. Foglalkozott a trianoni békeszerződést követő időszakkal is.
Közel kétszázharminc tudományos publikáció szerzője vagy társszerzője, ebből harmincnyolc könyv, monográfia és több mint húsz könyvfejezet. Munkáit elsősorban magyar, francia, német és angol nyelven adta közre.

## Családja
Édesapja Ormos János, a Felső-Tiszai Árvízmentesítő Hivatal pénztárnoka, főkönyvelője, édesanyja Förster Elza volt. Testvérei: Ormos Eszter (1934–) középiskolai tanár, igazgató és Ormos Katalin (1937–2013) orvos, sebész, aneszteziológus. Férje Szekeres László (1927–2014) irodalomtörténész volt, akitől 1962 körül elvált. Gyermekei: Erdélyi Zsuzsanna (1950–) jogász és Szekeres László (1954–) operatőr.

## Díjai, elismerései
- Akadémiai Díj (1984)[1]
- Szent-Györgyi Albert-díj (1995)[1]
- Széchenyi-díj (1995) – A XX. századi magyar és egyetemes történelem kutatása terén kifejtett munkásságáért, a felsőoktatásban betöltött szerepéért.
- Pécs díszpolgára (1996)[1]
- Joseph Pulitzer-emlékdíj (2000)[1]
- Deák Ferenc-díj (2001)
- Joseph Pulitzer-emlékdíj (2001)
- Hazám-díj (2003)
- Grastyán-díj (2004)[1]
- A Magyar Köztársasági Érdemrend középkeresztje a csillaggal (2008)[1]
- A XIII. kerület díszpolgára (2008)
- Húszéves a Köztársaság díj (2009)[1][6]
- Radnóti Miklós antirasszista díj (2010)

## Főbb publikációi
- Az 1924. évi magyar államkölcsön megszerzése; Akadémiai, Budapest, 1964 (Értekezések a történeti tudományok köréből)
- Merénylet Marseille-ben (1968)
- Franciaország és a keleti biztonság (1969)
- Háború Etiópia földjén; Kossuth, Budapest, 1970 (Népszerű történelem)
- Az európai biztonság kérdései a két világháború között; Tankönyvkiadó, Budapest, 1972 (Történelemtudomány – történelemtanítás)
- A Matteotti-ügy (1973)
- Ormos Mária–Incze Miklós: Európai fasizmusok. 1919–1939; Kossuth, Budapest, 1976
- Padovától Trianonig. 1918–1920; Kossuth, Budapest, 1983 (angolul is)
- Merénylet Marseille-ben; 2. jav., bőv. kiad.; Kossuth, Budapest, 1984 (Népszerű történelem)
- Mussolini. Politikai életrajz; Kossuth, Budapest, 1987
- Nácizmus – fasizmus (1987)
- „Soha, amíg élek!” Az utolsó koronás Habsburg puccskísérletei 1921-ben (1990)
- „Civitas fidelissima.” Népszavazás Sopronban 1921 (1990)
- Hitler (1993)
- Diktátorok, diktatúrák. Ormos Mária, Székely Gábor, Krausz Tamás, Harsányi Iván, Pankovits József írásai; előszó Erényi Tibor; Napvilág, Budapest, 1997 (Akik nyomot hagytak a 20. századon)
- Magyarország a két világháború korában (1998)
- Ormos Mária–Majoros István: Európa a nemzetközi küzdőtéren. Felemelkedés és hanyatlás, 1814–1945; Osiris, Budapest, 1998 (Janus/Osiris könyvek)
- Magyarország a két világháború korában, 1914–1945; kronológia Pallai László; Csokonai, Debrecen, 1998 (Történelmi kézikönyvtár)
- Ormos Mária: Hitler / Krausz Tamás: Sztálin; Pannonica, Budapest, 1999 (Fekete-fehér)
- Francia diplomáciai iratok a Kárpát-medence történetéről, 1-5.; összeáll., szerk. Ádám Magda, Ormos Mária, ford. Barabás József; Akadémiai, Budapest, 1999–2013
- Civitas fidelissima; IPF Monográfia, Szekszárd, 1999 (IPF kiskönyvtár)
- Egy magyar médiavezér: Kozma Miklós I–II. (2000)
- Ormos Mária: Mussolini / Harsányi Iván: Franco; Pannonica, Budapest, 2001 (Fekete-fehér)
- Hungary. Governments and politics, 1848–2000; szerk. Ormos Mária Király Béla, angolra ford. Arató Nóra; Social Science Monographs–Atlantic Research and Publications–Columbia University Press, Boulder–Highland Lakes–New York, 2001 (East European monographs)
- Hitler élete és kora (2003)
- A történelem és a történettudományok (2003)
- Magyar évszázadok. Tanulmányok Kosáry Domokos 90. születésnapjára; szerk. Ormos Mária; Osiris, Budapest, 2003
- A gazdasági világválság magyar visszhangja, 1929–1936; Eötvös University Press–PolgART, Budapest, 2004
- A történelem vonatán. Európa és Magyarország a 20. században; Múlt és Jövő, Budapest, 2005
- Magyarország a két világháború korában 1914–1945 (2006)
- Közép-Európa. Volt? Van? Lesz? A fogalom változásai a 19–20. században; Napvilág, Budapest, 2007
- Hungary in the age of the two World Wars (2007)
- Németország története a 20. században. A német egységtől a német egységig; Rubicon Könyvek, Budapest, 2008
- Politikai eszmék, politikai gyakorlatok a 20–21. században; Napvilág, Budapest, 2009
- Hommage à Kosáry Domokos; szerk. Ferch Magda, Ormos Mária; Széchenyi Irodalmi és Művészeti Akadémia, Budapest, 2009
- A katedrától a halálsorig. Ágoston Péter, 1874–1925; Napvilág, Budapest, 2011
- Van-e történelem?; Kossuth, Budapest, 2012
- Múlt a jelenben; Kossuth, Budapest, 2013
- A Föld felfedezése és meghódítása. Nyugat-Európa a csúcson; Kossuth, Budapest, 2016
- Megroppant világrend. A nagyhatalmak úton egy új világ felé; szerk. Ormos Mária; Argumentum, Budapest, 2016
- Remények és csalódások; Kossuth, Budapest, 2017 (memoár)
- Gondolatok az ember történetéről. Időutazások a Föld nevű égitesten 800 és 1500 között; Kossuth, Budapest, 2018 (Ormos Mária művei)